# Polska tożsamość narodowa
Polska tożsamość narodowa – świadomość przynależności do polskiej wspólnoty narodowej. Ukształtowana została wokół narodowej kultury, języka, zwyczajów i wiary, głównie w okresie walki o niepodległość.
Tożsamość narodową Polaków tworzą łącznie dzieła kultury, język, obyczaje oraz utrwalone społecznie wartości i symbole.
Problem rozwoju świadomości narodowej należy do najbardziej kontrowersyjnych w literaturze historycznej, co wynika w dużej mierze z wartościującego charakteru dokonywanych ocen i pojawiające się silnego zabarwienia emocjonalnego. Więź narodowa ma bowiem współcześnie charakter dominujący, a w warunkach polskich zawiera szczególnie dużo pierwiastków uczuciowych. Kiedy więc mówimy o patriotyzmie danej grupy czy jednostki, jest to równoznaczne z pozytywną oceną. 
Tradycja klasowa przegrywa też zdecydowanie w zderzeniu z tradycją ogólnonarodową czy państwową, o czym świadczy popyt na poszczególne książki historyczne. Interes ogólnonarodowy funkcjonuje w świadomości społecznej jako coś szlachetniejszego i bardziej wartościowego od interesu klasowego.
Pozornie wygląda to na paradoks, że tego typu tendencje ujawniają się w państwie polskim. Ale w istocie rzeczy jest to prawidłowość i pozytywny efekt przeobrażeń. Przyniosły one znaczne zatarcie różnic klasowych i podniesienie klas bardziej upośledzonych do roli gospodarza państwa. Naturalne więc wydaje się ich dążenie do szukania tradycji integrujących naród i dostrzegających w państwie wartość nadrzędną.

## Specyfika
Psycholog Kazimierz Dąbrowski opisuje charakter narodowy Polaków w podziale na:
- 8 cech pozytywnych:

1) skłonności do idealizowania, romantyzm, mistycyzm
2) odwaga i bohaterstwo
3) łagodność, humanitaryzm, wspaniałomyślność, brak okrucieństwa
4) prawdomówność, postawa „tak za tak” i „nie za nie”, wierność i dotrzymywanie zobowiązań
5) gościnność
6) upór i nerwowość
7) poczucie niezależności i wolności, indywidualizm
8) uzdolnienia
- 12 cech ujemnych

1) nadmierna syntoniczność, nastrojowość, „słomiany ogień”, skłonność do „ognisk uporu”
2) lekkomyślność i powierzchowność
3) personalizm
4) klikowość
5) prywata i warcholstwo
6) tolerancja bezkarności
7) słabe i jednostronne uzdolnienia organizacyjne
8) brak ciągłości wysiłku umysłowego
9) kult niekompetencji
10) brak dbałości o ludzi wartościowych
11) egocentryzm
12) brak właściwej oceny siebie i podkreślanie dbałości o stronę zewnętrzną

## Historia
Na polskiej tożsamości narodowej silne piętno wywarł sarmatyzm, przejawiający się w rozwiniętej wolności osobistej szlachty, przeradzającej się często w anarchię, w megalomanii połączonej z wiarą w kulturowo-religijną misję szlachty, w ksenofobii i nietolerancji wobec „innych”, w fanatyzmie religijnym oraz we wprowadzeniu wzorów „wschodnich” w ubiorze szlacheckim.
Rzeczpospolita szlachecka wykształciła oryginalną kulturę sarmacką, stanowiącą mieszankę dominującej kultury polskiej z ruską i orientalną.
Polska kultura narodowa ściśle łączy polskość z katolicyzmem. W okresie zaborów Kościół katolicki stał się szczególnym depozytariuszem polskiej tożsamości, występując w obronie praw narodu, jego kultury i tożsamości.
Tożsamość narodowa Polaków silnie zdeterminowana jest pamięcią konfliktów z sąsiadami, przede wszystkim z Niemcami i Rosją.
Na kształtowanie się polskiej tożsamości narodowej wpływ miała osobista wolność jednostki i jej bezpośredni kontakt z państwem bądź też życiem ogólnonarodowym. Upadek państwa utrudnił ten proces, lecz w czasach niewoli narodowej powstał wzór patrioty, który zdołał przetrwać w pamięci przez cały XIX-XX wiek, a w czasie II wojny światowej hasło kościuszkowskie „Żywią i Bronią” umieszczone zostało na sztandarach Batalionów Chłopskich.
Celina Bobińska, określając wiek XIX jako klasyczne stulecie konfrontacji interesów narodowych i klasowych zwraca uwagę, że walka o niepodległość w krajach o strukturze feudalnej musiała wchodzić w kolizję z antyobszarniczą walką. „Powstaniom narodowym – pisze – przewodziły nie grupy społeczne, lecz rozmaite warstwy szlachty. Powodowało to głęboką dysharmonię między świadomością narodową i klasową, sprawiało, że baza społeczna powstań narodowych, choć w różnym stopniu, pozostawała wąska i chwiejna”.
Proces zapoczątkowany przez powstanie kościuszkowskie zahamowały najsilniej zmiany jakie nastąpiły w postawach szlachty. Duch postępu wzbudzony w ostatnich latach I Rzeczypospolitej zgasł wkrótce po utracie niepodległości. Reformy były popierane jako czynnik mający obalić groźbę utraty niepodległości. Gdy niepodległości nie udało się uratować, szlachta ratowała swoje pozycje klasowe, często korzystając z pomocy aparatu przemocy państw zaborczych. Jej synowie walcząc o ideały demokratyczne pod sztandarami Napoleona, powracając do swych majątków szybko zapominali o tych nowinkach.
Drugi etap wymaga uświadomienia sobie potrzeby istnienia własnego państwa. Na przełomie XIX i XX wieku podstawowa masa chłopów nie uświadamiała sobie jeszcze potrzeby walki o odbudowę państwowości polskiej. Znajdowała się ona natomiast w pierwszym stadium rozwoju świadomości narodowej.
Następny ważny etap w rozwoju świadomości narodowej to I wojna światowa. Edukacja polityczna dokonywała się w szeregach wojsk trzech mocarstw panujących na ziemiach polskich, ale również w konfrontacji z ich działaniami na terenie Polski. Wraz z upadkiem trzech cesarzy kończy się nieodwracalnie mit „dobrego cesarza”. Ferment rewolucyjny obejmujący wszystkie trzy państwa rozbiorowe sprzyjał obiektywnie wzmocnieniu pozycji wzorca patriotyzmu. Do ideałów konstytuujących ten wzorzec odwołują się też twórcy Legionów i Polskiej Organizacji Wojskowej.
Trudny proces kształtowania świadomości narodowej w tym okresie odzwierciedlają zachowane pamiętniki. Ich podstawowym walorem jest to, że pozwalają na poznanie emocjonalnej warstwy procesu dziejowego. A proces przemian olbrzymich zbiorowości realizuje się przecież zawsze poprzez przemiany w świadomości jednostek.
Zdecydowana większość definicji narodu uznaje, że integralną częścią pojęcia świadomości narodowej jest pamięć historyczna. Jej źródłem może być wiedza zdobyta w szkole, na podstawie literatury oraz przez przekaz ustny. W warunkach szerokiego analfabetyzmu, trudności w dostępie do literatury polskiej, ta ostatnia forma miała szczególnie duże znaczenie w środowisku wiejskim. Istniała tu jednak znacznie silniejsza bariera, o której pisze J. Chałasiński: „Pamięć historyczna kształtuje się u ludzi, którzy tworzą historię; pamięć historyczna jest pamięcią własnej historii w tym zakresie, w jakim jest ona historią własną pamięci historycznej nie mają ludzie, którzy do dziejów wchodzą w roli inwentarza dworskiego”.
Historyczna przeszłość powodowała, że w znacznej części, w pierwszym okresie po uwłaszczeniu nie posiadała ona pamięci historycznej. Zapamiętane elementy historii nie były bynajmniej funkcjonalne wobec idei narodowej. „Ludzie tyle wiedzieli – czytamy w jednym z pamiętników – że chłop chłopem zawsze będzie i gdzie im było o Polsce myśleć. Panowie przehandlowali ją ruskim, gdzie się chłopu do tego pchać było. Pamiętali starzy dawne czasy, kiedy chłop z pańszczyzny wracał z pełnymi cholewami krwi spod nahajów, toteż siedzieli cicho na wsi i gdzie im było myśleć o Polsce, co ją pany szykowały na gwałt. Ruskie byli od tego, żeby rządzili, a ludzie orali, sieli i karmili się”.
Te obiektywnie istniejące sprzeczności zadecydowały o tym, że wielką rolę w polskim modelu patriotyzmu odgrywał zawsze model klasowy.
Zależność pomiędzy pamięcią historyczną a poczuciem więzi narodowej jest uderzająca. Na tym tle rodziło się typowe tylko dla narodu dążenie do budowy własnej państwowości, będące jednocześnie formą uniezależnienia od obcych. Akceptacja idei narodowej jest tu bezwarunkowa. Polska jawi się jako wartość symboliczna, od której niczego się nie oczekuje, ale która warta poświęcenia i ofiar.
Wielką rolę odegrała działalność wszystkich organizacji polskich stojących na gruncie niepodległości. Każdy w zasadzie pamiętnikarz, który współpracował z jakąkolwiek polską organizacją, wykazywał wysoki stopień świadomości narodowej.
Niski poziom świadomości niektórych grup wynikał z faktu, że nie znalazły się one w orbicie wpływu żadnej organizacji polskiej. Z okresu bezpośrednio poprzedzającego odzyskanie niepodległości wymieniano najczęściej POW i Legiony, a na Śląsku i w Wielkopolsce, organizacje tworzone przez działaczy obozu narodowego.
Inną drogę kształtowania świadomości narodowej przechodzili emigranci lub Polacy mieszkający w rejonie pogranicza. Kontakt z przedstawicielami innych narodów umacniał jedynie poczucie odrębności etnicznej. Był to jednak o tyle ważny proces, że przygotowywał podłoże do akceptacji własnego państwa.
Szczególną rolę odegrał okres I wojny światowej, gdy rozbudzony nacjonalizm rodził nieufność i wrogość wobec „obcych”, w tym wypadku emigrantów z Polski. Dotyczy to zwłaszcza osób przebywających na terenie Niemiec. W tych warunkach wiadomości o powstaniu państwa polskiego przyjmowane były jako szansa na uzyskanie statusu obywatela, jako pojawienie siły zapewniającej opiekę. Uświadamiano sobie znaczenie posiadania własnego państwa, niezależnie od jego kształtu ustrojowego.
Główną rolę w procesie wychowania narodowego lub procesie utrzymywania poczucia odrębności etnicznej odgrywała rodzina. Ale na terenie pogranicza, gdzie zamieszkiwały obok siebie dwie narodowości, niezwykle ważną rolę odgrywały również organizacje i instytucje. Zachowanie więzi narodowej miało większe szanse, gdy oddziaływaniu polskiej rodziny towarzyszyło oddziaływanie polskich instytucji. Pamiętnikarz ze Śląska opisując ten proces pisze: „Niejednokrotnie stanęli więc naprzeciw siebie: ojciec z synem, matka przeciw córce, dzieci przeciw rodzicom, brat przeciwko bratu. Jedni czuli się Polakami, gdyż obracali się w towarzystwach polskich, należeli na przykład do Polskiego Zjednoczenia Zawodowego, do Sokoła, towarzystwa śpiewaczego itd. Na drugich zaś, choć z tej samej rodziny, miały wpływ takie bodźce, jak szkoła (uniwersytety) i urzędy niemieckie, niemiecki pracodawca i związki”.
Historyczne doświadczenia z okresu I wojny światowej odegrały zasadniczą rolę w kształtowaniu więzi narodowej wśród tych grup społecznych, które dotychczas znajdowały się poza zasięgiem oddziaływania sił patriotycznych. Niepodległe państwo polskie przestało być potrzebą stosunkowo nielicznej grupy uświadomionych członków grupy ideologicznej, jaką jest naród.
Nie była to tylko zmiana ilościowa. Dla grup zaangażowanych w działalność niepodległościową naród, ojczyzna, a także państwo były to wartości symboliczne, zobowiązujące do wysiłku ofiar. Ojczyznę rozumiano, tak jak Norwid, jako „zbiorowy obowiązek”.
Grupy, wśród których więź narodowa kształtowała się pod wpływem osobistych doświadczeń negatywnych spowodowanych brakiem własnego państwa, wiązały z jego powstaniem nadzieje na zmiany pozytywne we własnym położeniu. Ojczyzny nie traktowano w kategoriach „zbiorowego obowiązku”, ale wręcz odwrotnie, w kategoriach konsumpcyjnych. Było to coś, co miało przynieść realne korzyści.
To zróżnicowanie wyobrażeń o niepodległym państwie, związane bezpośrednio z genezą więzi narodowej, miało doniosłe znaczenie dla kształtowania stosunku do państwa i narodu. Zwiększała je częściowa zbieżność z innym podziałem. Grupa zaangażowana w szeroko pojętą działalność niepodległościową przed I wojną światową tworzy w II Rzeczypospolitej elitę polityczną i społeczną, na szczeblu państwa, województwa i powiatu. Ci, wśród których więź narodowa ukształtowała się dopiero w czasie wojny, to masy najczęściej nie zaangażowane w działalność polityczną lub społeczną. Nie decydowała o tym ich bezpośrednia droga do narodu, lecz brak elementarnego wykształcenia, często analfabetyzm, środowisko, predyspozycje psychiczne i wszystkie te czynniki, które uprzednio uniemożliwiały wzniesienie się ponad poziom walki o potrzeby biologiczne i rozbudzenie zainteresowań wartościami symbolicznymi.
Postawa tej ostatniej grupy, której jako większości, ordynacja wyborcza oddała formalnie władzę w państwie, stała się później źródłem rozczarowań dla tych, których motywem działania było wyidealizowane pojęcie narodu. „Spodziewałem się – pisze jeden z działaczy niepodległościowych – że skoro Polska będzie wolna, to cały naród pójdzie do Częstochowy, na Jasnej Górze złoży podziękowanie i ślubowanie cnotliwego i przykładnego życia, a tu dzisiaj, niestety, wielu Polaków przeklina Polskę. Bójcie się Boga, ludzie, co wy robicie, przyjdzie kara Boska i wieczna niewola”. Ta wypowiedź obrazuje dobitnie źródła tendencji paternalistycznych i psychologiczne przesłanki antyparlamentarnych nurtów. Rodziły się one z przekonania o niedojrzałości narodu, pogłębiając jednocześnie istniejący rozdźwięk pomiędzy masami a szeroką elitą polityczną.
Omówiony podział nie był czymś stałym. Istniał on w punkcie wyjściowym procesu, jakim było odzyskanie niepodległości. Od tego momentu sam fakt istnienia i działalności własnego państwa zaczyna, odgrywać decydującą rolę w rozwoju więzi narodowej i państwowej. Grupy walczące dotychczas o Polskę, jako wartość symboliczną, konfrontują swe wyobrażenia z realną rzeczywistością społeczną. Grupy, które wiązały z Polską nadzieje na realizację określonych interesów poznają – jak pisał Juliusz Poniatowski – „wielki skarbiec narodowej myśli – idee przewodnie Polski”.
Był to proces długotrwały, który w skali globalnej przyniósł zauważalne przez współczesnych efekty w ostatnich latach II Rzeczypospolitej. Moment odzyskania niepodległości był zarazem początkiem nowej sytuacji, w jakiej znalazł się naród polski, istniejący od tego momentu w ramach własnego państwa.
Więź narodowa manifestuje się z reguły w sytuacjach wyjątkowych. Przejawia się najczęściej w solidarności łączącej członków danego narodu w konfrontacji z „obcymi” oraz w warunkach zagrożenia bytu narodowego. Codzienna aktywność narodu realizuje się w rodzinie, zakładach pracy, kręgach społecznych. Trafnie ujął to Paweł Rybicki, pisząc, że naród jest makrostrukturą realizującą się przez wielość działań spełnianych przeważnie w mikroskali i nie ujętych w ramach jednej organizacji.
Cały okres zaborów był właśnie taką sytuacją wyjątkową. Tym też można tłumaczyć o wiele większą częstotliwość pojawiania się problematyki narodowej na łamach pamiętników przed odzyskaniem niepodległości. Z chwilą odbudowy państwa, wyłączając okres walki o jego terytorialny kształt, problem narodu pojawia się uderzająco rzadko.
Z chwilą, gdy organizacja państwowa przejęła większość funkcji spełnianych dotychczas przez organizację społeczności narodowej, obywatele czuli się zwolnieni od wielu przyjmowanych dotychczas dobrowolnie obowiązków.
Sytuacja „wyjątkowa”, sprzyjająca manifestowaniu obecności organizacji społeczności narodowej, a więc więzi nieformalnej, istniejącej niezależnie od państwa, istniała do 1921 r., do chwili zakończenia walki o kształt terytorialny państwa. Jest to zarazem okres, gdy w oczekiwaniu na zakończenie procesu formowania państwa, konkretyzują się wyobrażenia o niepodległej Polsce.
Fakt odzyskania niepodległości został odnotowany przez większość pamiętnikarzy, ale, co należy podkreślić, nie przez wszystkich. Dominowała radość i przekonanie, że wraz z odbudową niepodległego państwa polskiego nastaną lepsze czasy. Państwo polskie witano tak, jak bezdomny wita własny dom, bezrolny własną ziemię. Widziano w nim środek na wszelkie zło, na krzywdy społeczne. Niepodległość dla większości pamiętnikarzy, to równocześnie koniec wojny. I to poczucie radości z zakończenia wojny, znakomicie wzmacniało radość z odzyskania niepodległości.

Wyraźna specyfika reakcji na wiadomość o odzyskaniu niepodległości występuje wśród licznych rzesz emigrantów. Tu chęć powrotu do kraju wiązała się z dążeniem, by być wśród „swoich”. „Gdyśmy przeszli granicę – pisze chłop przebywający na robotach w Niemczech – no to każdy, jakby się na świat narodził. Zdawało się, że tu już jesteśmy w swoim kraju to już będzie inaczej”. Rozwijając pojęcie „swojego kraju”, pamiętnikarz podkreśla, że „teraz każdy na swym zagonie może śmiało ziemię przewracać i po polsku pieśni śpiewać”.
Pamiętnikarz urodzony na terenie Rosji, który znał Polskę tylko z opowiadań rodziców pisał: „Te słupy w dali to już Polska... Myślałem, co za kraj ta Polska? Nie znana dla mnie Ojczyzna, jak wygląda? Jak nas tu przyjmą. Pierwsi żołnierze polscy. Więc tak wyglądają następcy tych, o których tyle się nasłuchałem w dzieciństwie opowiadań?”.